# Catalyst (groupe)
Pour les articles homonymes, voir Catalyst.
Catalyst était un quartet de jazz-funk de Philadelphie (Pennsylvanie) des années 1970. Son style présagea le jazz fusion. Bien que composé de musiciens qui poursuivront une carrière importante, le groupe ne réussit jamais à décoller au-delà de la scène de Philadelphie. Il a sorti quatre albums entre 1972 et 1975, avant de se dissoudre, mais est devenu plus connu avec la ré-édition de son œuvre sur le label 32 Jazz, en 1999, sous le nom The Funkiest Band You Never Heard.

## Histoire
Le groupe fut découvert par le producteur Skip Drinkwater, qui leur fit signer un contrat sur Muse Records après les avoir entendu dans un club de Philadelphie. Celui-là produisit leur premier LP, éponyme, en 1971, avec Eddie Green aux claviers et au chant, Sherman Ferguson aux percussions, Odean Pope au saxophone, flûte et haut-bois, et Alphonso Johnson à la basse. La dernière chanson, Bahia, reprend et interprète un air d'Afrosambas, le disque de Vinícius de Moraes et Baden Powell. Eddie Green avait appris la musique auprès de Richard Powell, le frère de Bud Powell.
Leur deuxième album, Perception,  sorti en 1972, sur Cobblestone Records. Alphonso Johnson avait déjà quitté le groupe pour rejoindre Weather Report, et fut remplacé par Tyrone Brown.
On compara Catalyst à Coltrane, à Weather Report et à Return to Forever,, et le groupe réussit à se constituer un noyau de fans. En 1974, il sortit Unity, de nouveau sur Muse Records, sur lequel jouait Billy Hart, le batteur de l'ensemble Mwandishi de Herbie Hancock, en tant qu'invité. L'année suivante, le groupe sortit son dernier album, After a Tear and a Smile. Puis en 1976, confronté à un maigre succès commercial et à des relations tendues avec la maison de disque, le groupe se dissout.
Eddie Green joua plus tard avec Pat Martino et MFSB. Le saxophoniste Odean Pope et le bassiste Tyrone Brown jouèrent avec Max Roach, Pope se joignit également au Saxophone Choir. Le percussionniste Sherman Fergurson quant à lui, joua avec Pharaoh Sanders, Bud Shank et Kenny Burrell.
Dans les années 1990, 32 Jazz, le label de Joel Dorn, acquit le catalogue de Muse, et ré-édita une partie de l'œuvre de Catalyst sur une compilation de 1998, Groove Jammy: Rare Groove Classics from the Muse Catalog. Encouragé par les fans, il ré-édita l'année suivante les quatre albums sur un double-cd, The Funkiest Band You Never Heard. Scorpio Distribution ré-édita les vinyls au début du XXIe siècle. Les LP, et même le double-cd, sont devenus des collectors.
Ain't it the Truth et Ile Ife ont fait l'objet de reprises par Uri Caine (claviers), A. Thompson (le percussionniste des Roots) et le bassiste Christian McBride, sur leur album The Philadelphia Experiment.

## Discographie
- Catalyst (Muse, 1971)
- Perception (Cobblestone, 1972)
- Unity (Muse, 1974)
- After a Tear and a Smile (Muse, 1975)
- The Funkiest Band You Never Heard (32 Jazz, 1999)